# Wrong Turn 2: Dead End
Wrong Turn 2: Dead End (prt: Escolha Perigosa 2; bra: Floresta do Mal, ou Pânico na Floresta 2) é um filme américo-canadense de 2007, dos gêneros terror e slasher, dirigido por Joe Lynch e escrito por Turi Meyer e Al Septien. É a sequência de Wrong Turn (2003) e o segundo longa-metragem da série de filmes homônima. Os papéis principais são interpretados por Erica Leerhsen, Henry Rollins, Texas Battle, Aleksa Palladino, Daniella Alonso, Steve Braun e Kimberly Caldwell. No enredo, um grupo de participantes de um reality show ambientado numa floresta é atacado por uma família de canibais deformados.
A ideia para a produção do longa-metragem, concebido para ser lançado diretamente em vídeo, surgiu após o sucesso do primeiro filme que, embora tenha sido exibido originalmente nos cinemas, obteve melhor retorno financeiro apenas quando disponibilizado no mercado de mídia doméstica. Inicialmente, a produção contaria com o retorno dos atores que interpretaram os protagonistas no filme de 2003, entretanto, isso não se concretizou, assim como nenhum dos integrantes da equipe criativa do filme original trabalhou nesta continuação. As filmagens de Wrong Turn 2: Dead End ocorreram em 2006, em Vancouver, no Canadá.
O filme estreou em um festival de cinema do Reino Unido em 25 de agosto de 2007 e foi lançado em DVD nos Estados Unidos em 9 de outubro do mesmo ano, sendo distribuído pela 20th Century Fox Home Entertainment. Arrecadou cerca de 9 milhões de dólares em vendas de vídeo no território norte-americano e tornou-se o filme da franquia Wrong Turn melhor avaliado pela crítica, obtendo 70% de aprovação no Rotten Tomatoes. Sua sequência, Wrong Turn 3: Left for Dead, foi lançada em 2009.

## Enredo
A caminho da locação de um reality show, Kimberly dirige por uma estrada cercada pelas matas da Virgínia Ocidental. Ela atropela acidentalmente um desconhecido e tenta socorrê-lo, mas ele a morde violentamente no rosto. Surge outra figura monstruosa que, com uma única machadada, divide Kimberly ao meio. As duas criaturas arrastam os pedaços da jovem mata adentro.
As filmagens do reality show ocorrem perto dali, sob o comando do militar veterano Dale Murphy. Os competidores são a angustiada Nina, o bom caráter Jake, a bondosa Amber, a promíscua Elena, o brincalhão Jonesy e a apaixonada Mara, namorada de M, diretor do programa. Eles espalham-se pelas matas para realizar provas, sem imaginar que estão sendo espreitados por uma família de canibais deformados e agressivos formada por Three Finger, Brother, Sister, Ma e Pa.
Os canibais matam um produtor do programa e capturam Dale. Nina e Mara entram numa cabana, onde testemunham o parto de Ma. Elas são vistas e fogem, mas Mara morre atingida na cabeça por um machado. Elena faz sexo oral em M e vai se bronzear, enquanto Brother se masturba ao observá-la. Enciumada, Sister mata Elena a facadas. Com uma espingarda, Dale atira em Three Finger.
M é capturado. Jake, Amber e Jonesy comem, sem saber, carne humana assada. Nina retorna e os alerta. Dale encontra um velho e este conta que as mutações dos canibais surgiram por endogamia e efluentes despejados no rio por uma antiga fábrica de papel. Ele revela ser pai dos mutantes e ataca Dale, que o explode com dinamite. Os canibais matam Amber e Jonesy.
Nina e Jake entram na fábrica, onde há uma garagem cheia de veículos roubados. Após decapitarem M, os canibais amarram Jake, aprisionam Nina numa cadeira com arame farpado, vão jantar e forçam Nina a comer. Dale mata Brother e Sister e liberta Nina e Jake. Ma e Pa matam Dale e tentam matar Jake num enorme moedor de carne, mas Nina os empurra no equipamento, matando-os. Nina e Jake vão embora, enquanto Three Finger, que sobreviveu, alimenta um bebê deformado.

## Elenco
Na ordem dos créditos:
- Erica Leerhsen como Nina
- Henry Rollins como Coronel Dale Murphy
- Texas Battle como Jake
- Aleksa Palladino como Mara
- Daniella Alonso como Amber
- Steve Braun como Jonesy
- Matthew Currie Holmes como M
- Crystal Lowe como Elena
- Kimberly Caldwell como Kimberly
- Wayne Robson como Old Timer[nota 1]
- Ken Kirzinger como Pa
- Ashlea Earl como Ma
- Clint Carleton como Brother
- Rorelee Tio como Sister
- Jeff Scrutton como Three Finger
- Cedric De Souza como Neil
- John Stewart como Wojo
- Bro Gilbert como Chris
- Patton Oswalt como Tommy[nota 2]

## Produção

### Desenvolvimento
O filme Wrong Turn, produzido por Stan Winston, dirigido por Rob Schmidt e lançado nos cinemas em 2003, contou a história de um grupo de mutantes canibais que sobreviviam caçando pessoas que adentrassem o território deles. O longa-metragem faturou modestos 15,5 milhões nas bilheterias dos Estados Unidos, mas ganhou um público significativamente maior depois que foi lançado em home video. Uma cena entre os créditos finais do filme mostra de relance um dos mutantes sobreviventes do confronto final, o que abria caminho para uma possível sequência. Assim surgiu o projeto de Wrong Turn 2: Dead End.
Em março de 2006, a Fangoria anunciou que a sequência de Wrong Turn estava em produção e seria lançada diretamente em DVD no final daquele ano. A equipe criativa do filme original não retornou para a sequência. O produtor Jeff Freilich, cujos créditos incluem Freddy's Nightmares (série derivada da franquia A Nightmare on Elm Street), entrou para o projeto de Wrong Turn 2 e assim explicou a história da continuação:
"Neste filme, uma rede de televisão escolhe um local para gravar uma nova série ao estilo Survivor. Eles imaginam: 'Os bosques da Virgínia Ocidental: um lugar perfeito para um reality show'. Portanto, as pessoas que são vítimas disso são realmente vítimas. Foram trazidas para este local e imaginam que vai ficar tudo bem. Eles colocaram as câmeras em uma floresta "pós-apocalíptica", onde deveriam sobreviver contra todas as probabilidades, e é tudo encenação. [...] O problema é que existem pelo menos cinco dos canibais que vivem lá [e] os participantes do reality show rapidamente começam a ser caçados. Eles não têm saída."
Freilich disse que o filme não apresentaria "personagens estúpidos cometendo erros estúpidos" que os levam a uma situação mortal; assim como nos "grandes filmes de terror", Wrong Turn 2 mostraria pessoas incautas sendo colocadas em perigo. Ele comentou: "O público adora reality shows porque adora ver outras pessoas sendo humilhadas e torturadas, e aqui está a oportunidade perfeita para fazer isso num filme de terror". O filme contou com um orçamento de apenas 4 milhões de dólares, enquanto o filme original teve 12,6 milhões destinados à sua produção. Freilich afirmou que o orçamento baixo e um diretor "interessado apenas no salário" poderiam fazer filme cruzar facilmente a "linha entre o divertido e o previsível e brega", mas que a equipe estava decidida a "eliminar todas essas variáveis".

### Direção e roteiro
Joe Lynch, na época um jovem entusiasta do gênero terror, foi contratado para dirigir o filme, estreando na direção de um longa-metragem. Seus créditos anteriores incluíam alguns videoclipes e roteiros para a Troma. Ao dirigir o vídeo da canção "Love?", da banda Strapping Young Lad, no qual prestou homenagem à franquia Evil Dead, ele chamou a atenção dos executivos da 20th Century Fox. Lynch recebeu a proposta para dirigir Wrong Turn 2: Dead End enquanto estava no Japão trabalhando num programa televisivo da rede G4. Ele comentou que assistiu a Wrong Turn por ser fã do artista de efeitos especiais Stan Winston e que admirava bastante o trabalho dele na criação dos três canibais do filme original; no entanto, como Winston não se envolveu no projeto da sequência, Lynch ficou desapontado e relatou: "Enviei uma boa carta a Stan dizendo que tenho todo o respeito do mundo pelo primeiro filme e não quero irritar os fãs. Nunca tive resposta dele, mas ele é um homem ocupado."
O roteiro foi escrito por Turi Meyer e Al Septien, que escreveram filmes como Leprechaun 2 e Candyman 3: Day of the Dead e episódios de Smallville e Andromeda. Os eventos do filme se passariam ao longo de um único dia. Lynch ficou muito empolgado com o texto e pensou, a princípio, que algumas cenas seriam impossíveis de filmar. Enquanto no primeiro filme o número de personagens diminuia ao longo da projeção, a sequência traria três diferentes núcleos de personagens, de modo que o objetivo era "tentar fazer um filme maior com orçamento menor". Lynch apresentou à 20th Century Fox Home Entertainment uma tese de treze páginas, elaborada com o auxílio do artista de storyboard Ken Perkins, sobre como exatamente ele queria filmar, a abordagem desejada, as influências que tinha e suas ideias para a seleção do elenco.
Lynch gostaria que seu filme começasse "leve" e fosse ficando gradativamente mais sombrio, ao contrário do longa original que teria sido "muito sério" do início ao fim. Os personagens deveriam conquistar a simpatia do público, tornando a violência mais impactante. O enredo não deveria lembrar o de Halloween: Resurrection, que também girava em torno de participantes de um reality show. Lynch cogitou acrescentar mais personagens mutantes, porém, concluiu que haveria excesso de canibais. O enredo original envolvia o retorno dos sobreviventes do primeiro filme, ideia descartada quando os produtores decidiram fazer uma sequência direto para vídeo. Nas primeiras versões do roteiro, a personagem Nina estaria grávida e Elena ficaria completamente nua durante uma cena inteira (na versão final, ela aparece brevemente em topless).
Lynch queria fazer um filme que tivesse conexão com o antecessor e que também funcionasse como uma homenagem aos filmes splatter da década de 1980. Ele modificou algumas cenas do roteiro para deixá-las mais violentamente explícitas, da forma que ele como um fã do gênero gostaria de ver. Em suas palavras: "em vez de mostrar arame farpado em volta do pulso de alguém, ou as mãos sendo pregadas na cadeira, algo que você pode ver em todo filme de terror como esse, por que não arame farpado em volta do braço? É isso que eu quero quero ver em um filme de terror." Da mesma forma, optou por mostrar explicitamente a morte da garota dividida ao meio na cena de abertura, em vez de apenas "cortar para a tela escura", como o roteiro previa; ele queria "ver esse efeito [na tela] e deixá-lo persistir durante os créditos finais".
O cineasta acrescentou que a morte de M, o ambicioso diretor do reality show, era "um pouco nebulosa" no roteiro, o que levou toda a equipe a discutir uma "maneira interessante de matá-lo", chegando a conclusão que "o melhor fim para um diretor é morrer diante das câmeras". A ideia da morte por decapitação surgiu do impacto que vídeos de decapitações reais, como a de Daniel Pearl, causaram em Lynch. Esses vídeos estavam sendo bastante disseminados na internet naquela época e Lynch queria encontrar uma maneira de transmitir ao menos "um décimo" do sentimento de perturbação que eles causavam, mas "sem parecer explorador, deixando você realmente perturbado e afetado por isso, sendo essa uma boa e segura [sensação de] perigo que um filme de terror pode proporcionar".
Lynch acreditava que a cena em que Three Finger mata com um machado a personagem de Emmanuelle Chriqui era uma das mais lembradas do filme original e que por isso, o novo filme deveria "aumentar muito a aposta nas mortes". Ele disse que a Fox não interferiu em sua liberdade criativa em relação às sequências violentas, uma vez que a distribuidora entendeu que era preciso "saciar os fãs e, como fã, [ele] ficaria decepcionado se não houvesse mais sangue ou, pelo menos, uma matança [marcante]". O diretor afirmou que nunca se propôs "a fazer um típico filme direto para vídeo" e que acharia ótimo vê-lo no cinema, mas suas maiores expectativas eram para o lançamento em DVD, pois não precisaria se preocupar com as restrições da MPAA ou com detalhes específicos, como marketing.

### Escolha do elenco
Eliza Dushku, intérprete da protagonista Jessie Burlingame no primeiro filme, quase fez uma breve aparição na sequência. Interpretando a si mesma, ela seria brutalmente morta pelos canibais na cena de abertura, numa reviravolta metalinguística que revelaria que os acontecimentos do filme original tinham sido fictícios. Dushku, por motivos não esclarecidos, desistiu do projeto e foi substituída pela cantora Kimberly Caldwell, finalista da segunda edição do programa American Idol. Wrong Turn 2 foi o primeiro filme de Caldwell e seu papel representava uma caricatura de sua persona em programas de televisão. Wayne Robson, que em Wrong Turn interpretou o velho que engana pessoas no posto de gasolina, foi o único ator do primeiro filme a retornar na continuação; a relação entre seu personagem e os canibais foi aprofundada.
Desde o início do projeto, Lynch tinha Henry Rollins em mente para o papel de Dale Murphy, o militar veterano e apresentador do reality show do filme. Rollins, que ganhara projeção como vocalista da banda Black Flag, disse ter aceitado o papel por ter se identificado com Dale, a começar pela faixa etária (no roteiro, Dale tinha 40 anos e Rollins estava com 45 na época) e pelo personagem ser um herói e ex-fuzileiro naval, visto que o artista, ao desenvolver trabalhos com a United Service Organizations, conviveu por muito tempo com fuzileiros navais e aprendeu sobre a rotina e disciplina deles. Ele não precisou fazer teste para o papel e foi a primeira contratação do elenco oficialmente anunciada. Segundo Lynch, Rollins "falou com sinceridade" sobre o personagem, enquanto outros candidatos o interpretavam de uma forma "caricatural".
Erica Leerhsen, que atuou em filmes do gênero como Book of Shadows: Blair Witch 2 e The Texas Chainsaw Massacre, foi escolhida para interpretar a protagonista Nina Papas. A atriz disse que o que mais a atraiu para o projeto foi a oportunidade de interpretar seu papel como uma "heroína de ação" e assim definiu sua personagem: "Ela não conhece sua própria força [e] tentou suicídio. Também existe esse tipo de natureza autodestrutiva em mim — essa ideia de paixão que pode sair de controle". Embora já estivesse habituada a atuar em filmes de terror, Leerhsen comentou que o desafio era como "tornar isso real", sentir-se como alguém que é atacado, precisa fugir e encontrar determinação para lutar, o que "é a mesma sensação que se tem nos filmes de ação". Ela relatou que Lynch, em vez de lhe recomendar filmes para assistir como inspiração, pediu-lhe que preparasse uma lista de músicas que Nina ouviria, ao que ela mencionou Yeah Yeah Yeahs, Misfits e Jane's Addiction.
Texas Battle, que em 2006 teve um papel de destaque em Final Destination 3, foi selecionado para interpretar Jake Washington. Battle definiu seu personagem como "um rapaz inteligente", "muito orientado para a família e pelos valores da igreja". O roteiro apresentava Jake como um jogador de futebol americano que ficou impossibilitado de jogar depois de ter se machucado e que precisava vencer o prêmio em dinheiro do reality show para desenvolver sua própria de linha de nutrição esportiva. Na opinião do ator, em relação ao filme original, Wrong Turn 2 tinha "muito mais ação e as cenas de morte [eram] melhores".
Daniella Alonso interpretou Amber, ex-fuzileira naval veterana da Guerra do Iraque e abertamente lésbica. Coincidentemente, Alonso apareceu no mesmo ano no filme The Hills Have Eyes II, também no papel de uma militar que enfrenta mutantes canibais. Matthew Currie Holmes interpretou M, o diretor do reality show, e relatou que sua agente não queria que ele participasse de filmes de terror, mas mudou de ideia após notar o entusiasmo dele nas filmagens de The Fog, o que a levou a indicar-lhe o projeto de Wrong Turn 2. Juntaram-se ao elenco principal Aleksa Palladino como Mara, namorada de M e produtora do programa, do qual se torna uma das participantes; Crystal Lowe, de Final Destination 3, como Elena, uma jovem sexy obcecada por fama; e Steve Braun como Jonesy, um "praticante de esportes radicais idiota e canastrão".
O chefe da família canibal, Pa, foi interpretado pelo ator e dublê Ken Kirzinger, cuja atuação como Jason Voorhees em Freddy vs. Jason chamou a atenção de Lynch. Kirzinger descreveu Pa como "um caçador que cuida de sua família e que se move muito bem, embora fisicamente deformado". Ele faz parte da segunda geração de mutantes e seus filhos, da geração seguinte. O ator usou o fato de ter vindo de uma família grande como parte da inspiração para o personagem. O papel da matriarca canibal, Ma, foi desempenhado pela dublê Ashlea Earl, enquanto os dois filhos, Brother e Sister, foram respectivamente interpretados por Clint Carleton e Rorelee Tio. O mutante Three Finger, principal vilão da franquia, foi interpretado pelo dublê Jeff Scrutton, que substituiu Julian Richings, intérprete do personagem no filme original.

### Locações e cenários

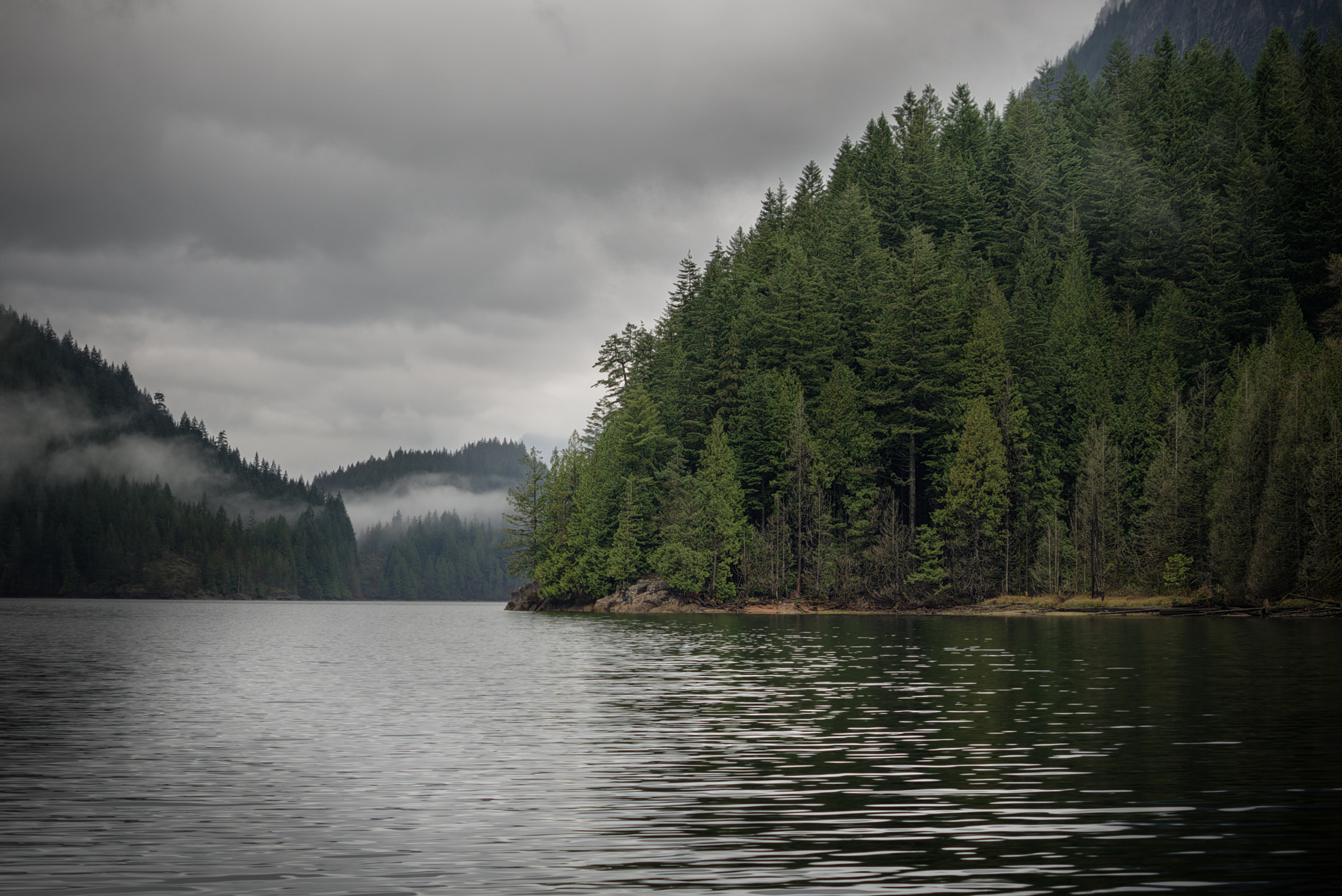
Buntzen Lake, em Vancouver, uma das locações do filme.

Wrong Turn 2: Dead End foi filmado em em Vancouver (Canadá), durante apenas 25 dias, entre 29 de maio e 30 de junho de 2006. Segundo Lynch, as filmagens foram feitas no Canadá por questões orçamentárias e a equipe procurou assegurar que todas as empresas de efeitos especiais e os envolvidos nesse departamento fossem canadenses. A locação principal consistia de um complexo industrial chamado Terminal City. Um grande motor-home, cuja parte de trás tinha uma pintura da imagem de Rollins caracterizado como Dale Murphy, foi providenciado para funcionar como o veículo de transporte da equipe do reality show mostrado no filme.
Freilich explicou que a intenção era mostrar a mata cada vez mais profunda e escura e os personagens gradativamente mais perdidos e envolvidos pelo horror dos canibais. Assim, embora Wrong Turn tenha sido filmado nas redondezas de Toronto, para Wrong Turn 2 foram escolhidas locações em Vancouver devido ao "ambiente mais traiçoeiro e muito mais ameaçador e violento" da região. O filme teria cachoeiras, correnteza, corredeiras e lagoas, um tipo de terreno que a equipe não encontraria no leste do Canadá. Sequências foram registradas nas áreas de Camp Howdy e do Buntzen Lake, também usado em filmes como Lake Placid e Freddy vs. Jason.
Brentan Harron, que trabalhara recentemente em Hollow Man 2, foi contrato como designer de produção. Entre os cenários destacava-se o "cemitério de automóveis", que levou três dias para ser construído, um enorme espaço coberto repleto de carros esmagados, empilhados ou suspensos por correntes e usado no filme como depósito de veículos das vítimas dos canibais. A refilmagem de The Hills Have Eyes já havia mostrado um cenário semelhante, mas os veículos abandonados ficavam a céu aberto. Em relação a isso, Harron explicou: "Do ponto de vista da história, se você mata pessoas há anos e anos, e já que agora os satélites conseguem ver qualquer coisa no solo, o que você faria com esse acúmulo maciço de veículos?". Para Lynch, os canibais eram muito inteligentes, capazes de criar seus próprios utensílios e ferramentas e usavam os carros como fonte de material para a construção de novos objetos úteis, de modo que essa era a teoria por trás de algumas peças que estavam sendo desmontadas.

### Filmagens
Kimberly Caldwell gravou sua participação no filme durante apenas dois dias. Seu primeiro truque com dublê envolveu uma arriscada sequência de atropelamento sem uso de efeitos computadorizados, para a cena em que sua personagem atinge com o carro o mutante Brother, interpretado pelo dublê Clint Carleton, arremessando-o para cima. Carleton, içado por cabo, foi realmente atropelado por Caldwell e deveria bater no capô e no para-brisa, atingindo o chão em seguida; entretanto, era a grande a possibilidade de ele bater na câmera e acabar caindo no banco traseiro do carro. Apesar dos riscos, a filmagem foi concluída com sucesso.
Lynch disse que se orgulha de ter feito Rollins parecer "um valentão total" no filme. Segundo o diretor, enquanto gravava a sequência em que Dale Murphy explica as regras do reality show com todo o elenco ao redor, Rollins chegou a colocar uma larva na boca e a mastigá-la; depois ele "compartilhou" um pedaço da larva com Lynch, que também a mastigou, deixando toda a equipe no set perplexa. O ator também sofreu um acidente durante as gravações; numa sequência de luta entre Dale e Three Finger, o dublê Jeff Scrutton acabou realmente acertando um golpe na mandíbula de Rollins, deixando-o quase desacordado. Lynch relatou que as pessoas ficaram realmente apreensivas e enojadas no set durante a filmagem da decapitação do personagem M e o diretor queria manter essa cena como uma surpresa do filme; entretanto, imagens da cabeça protética do ator Matthew Currie Holmes foram divulgadas na internet muito antes do lançamento do filme, o que deixou Lynch frustrado.
Erica Leerhsen disse que sentiu nojo em vários momentos durante as filmagens. No primeiro dia que os intérpretes dos canibais apareceram caracterizados no set, ela não conseguiu almoçar e afirmou que sentia seu "estômago revirar" quando olhava para eles. Ela também relatou que ficou momentaneamente sem conseguir gravar após ver o resultado final de algumas cenas. Apesar disso, ela afirmou a respeito de sua experiência no filme: "Acho que [foi] uma coisa boa, pois não sei lidar muito bem com o nojento. Sou do tipo de pessoa que cobre os olhos". Leerhsen também realizou, sem auxílio de dublês, muitas de suas próprias sequências de ação mais arriscadas.
Ken Kirzinger afirmou que sua maquiagem levava de três a cinco horas para ficar pronta, dependendo de quantas pessoas estavam trabalhando no processo; suas gravações duravam até quatro horas e a remoção da maquiagem levava cerca de uma hora. Lynch estava "preocupado em tentar transmitir um movimento através de todas as próteses." Kirzinger enfatizou: "Assim que coloco a maquiagem, os dentes falsos, pego o arco e as armas e persigo pessoas, não é difícil entrar no clima. Na verdade, tenho que me segurar um pouco". A principal marca do canibal Three Finger no filme original era a sua gargalhada. Depois de várias tentativas malsucedidas de Scrutton, o próprio Lynch fez a risada, que foi editada na pós-produção de modo a se obter uma voz semelhante à do personagem no primeiro filme.

### Efeitos visuais

Para a filmagem da cena em que a personagem de Kimberly Caldwell é cortada ao meio, foram construídas próteses especiais de silicone imitando com precisão o corpo da atriz.

Os efeitos ficaram a cargo de Bill Terezakis, maquiador de efeitos especiais cujos créditos incluem Freddy vs. Jason, Final Destination 2 e X-Men 2. O produtor Jeff Freilich afirmou que quase todos os efeitos foram obtidos de forma prática, sem uso de CGI. Segundo Lynch, 300 litros de sangue cenográfico foram usados no filme. Terezakis criou próteses para as cenas de morte e o visual dos canibais deformados, o qual levou cerca de um mês para ser projetado por ele e Lynch, que queria realismo na aparência desses personagens. Segundo Terezakis, a maquiagem dos canibais foi fundamentada em muitas pesquisas sobre marcas de nascença, deformações cranianas, íris explodidas. Nesse processo, Lynch lhe enviava como referência algumas fotos bastante repugnantes, encontradas na internet, de fetos abortados e mutações humanas.
Lynch queria o visual dos canibais diferente do visto em criaturas similares de outros filmes, tais como o mutante central de The Hills Have Eyes (2006) que, na opinião dele, "parecia Sloth [de The Goonies]". Os personagens receberam efeitos de queimaduras solares e danos cutâneos; na visão do diretor, não se usou apenas uma "torta de látex para fazê-los parecer mutantes". Inicialmente eles teriam uma aparência ainda mais assimétrica, com grandes deformações na coluna vertebral e no trapézio, mas a limitação orçamentária permitiu apenas construções faciais e cranianas. Fotos dos intérpretes dos canibais foram tiradas e usadas como base para a criação da maquiagem. Terezakis confiou na capacidade dos atores para a composição corporal das criaturas e os elogiou como "fantásticos" e "realmente bons em dar vida às próteses".
Duas próteses de silicone, uma para cada lado do corpo, foram construídas em tamanho natural para simular Kimberly cortada ao meio. Superficialmente, a textura do material imitava a pele humana e uma armação interna interna assegurava-lhe flexibilidade; para tornar tudo isso possível, o corpo de Caldwell teve de ser moldado por inteiro, num processo minucioso de replicação de marcas de sua pele, cabelo e rosto, com reprodução fiel de seus olhos. As duas "metades" do corpo foram então aproximadas e um saco cheio de sangue e vísceras cenográficos foi colocado entre ambas; numa única tomada, o intérprete do canibal acertou esse saco com um machado, derramando seu conteúdo, ao mesmo tempo em que as próteses do corpo de Kimberly caíam lateralmente. Outra prótese, de espuma de látex, simulando a boca de Caldwell severamente mutilada, foi fixada no rosto dela para dar o efeito de lábios arrancados pela mordida de um mutante.
Para a filmagem da sequência em que um machado é arremessado na cabeça da personagem Mara, a equipe de efeitos manipulou um machado cenográfico semelhante ao objeto real. Freilich comentou que "um machado animado voando pela tela pareceria falso e risível" e tiraria a tragicidade da morte. Então, um complexo equipamento composto de estruturas metálicas móveis, um recipiente com sangue falso e o machado cenográfico foi acoplada nas costas da atriz Aleksa Palladino, que deveria equilibrar-se e correr com a câmera à sua frente até o ponto em que o machado se movesse e atingisse sua cabeça. Lynch afirmou que filmes como Mean Streets, Requiem for a Dream e See No Evil já haviam usado essa técnica antes, mas que nunca uma cena de morte havia sido mostrada por aquele ângulo de câmera.

## Música

### Trilha sonora
A trilha sonora instrumental foi composta por Bear McCreary, convidado para o projeto após Lynch apreciar seu trabalho na série Battlestar Galactica, da qual o diretor é fã. Ao saber que a história giraria em torno de "caipiras mutantes canibais", McCreary sugeriu para a música do filme o estilo bluegrass, típico do Sul dos Estados Unidos. A equipe concordou e sugeriu o uso de banjos, violinos e acordeão, bem como instrumentos próprios da música tradicional estadunidense, como washboards e jugs. O músico disse ter "substituído os clichês de partituras de terror", obtendo "um segundo filme, com um som muito diferente".
Segundo McCreary, o tema principal resume perfeitamente a dualidade do filme e sua composição foi um grande dasafio. A faixa é tocada na abertura do filme, acompanhando a primeira cena de morte, e possui "uma textura sombria e opressiva de sintetizador que é "perfurada por banjos distorcidos". A partitura vai "acumulando uma energia feroz" até "explodir repentinamente" em uma valsa tocada por violões e violinos e acompanhada por assovios, cuja finalidade é dar um tom "estranhamente cômico" à peça. O reality show fictício do filme, Ultimate Survivalist, também recebeu um tema parcialmente diegético, criado com a colaboração de Jonathan Snipes, da banda Captain Ahab. Steve Bartek e John Avila, ex-integrantes da banda Oingo Boingo, também participaram das gravações, com Bartek assumindo o banjo e a guitarra, e Avilla, o baixo elétrico.
O álbum da trilha sonora foi disponibilizado em CD em 18 de setembro de 2007, apresentando as 16 faixas instrumentais da partitura original, as quais o compositor definiu como "uma união demente de bluegrass, horror e techno", com um "senso de humor doentio, assim como o próprio filme". Como estratégia promocional para o lançamento do DVD de Wrong Turn 2, McCreary organizou, em 9 de outubro do mesmo ano, uma sessão de autógrafos do álbum em Burbank (Califórnia), contando com a presença de Lynch e do elenco do longa-metragem. Duas canções usadas no filme não foram incluídas no álbum: "Electric Avenue", de Eddy Grant, ouvida pela personagem de Kimberly Calldwell enquanto ela dirige um Mustang no início do filme; e "Wake Pig", da banda de metal progressivo Three, ouvida por Nina numa cena seguinte.

### Comentários sociais

Momento em que a família de mutantes faz uma oração antes de jantar carne humana, com a vítima Nina apriosionada à mesa. A sequência é uma referência à cena similar de The Texas Chain Saw Massacre e, segundo alguns autores, tem a intenção de humanizar os canibais antagonistas.

## Análises e interpretações